# Parmotrema indicum
Parmotrema indicum är en lavart som beskrevs av Hale. Parmotrema indicum ingår i släktet Parmotrema och familjen Parmeliaceae.   Inga underarter finns listade i Catalogue of Life.